# Bauhaus (groupe)
Pour les articles homonymes, voir Bauhaus (homonymie).
Bauhaus [ˈbaʊˌhaʊs]  est un groupe de rock gothique britannique, originaire de Northampton, en Angleterre. Formé en 1979 par quatre étudiants en art, le groupe se distingue par son chanteur Peter Murphy et une musique incorporant des éléments de glam rock et une théâtralité empruntée à David Bowie. Leur premier single Bela Lugosi's Dead sort en 1979. Leur premier album In the Flat Field paraît en 1980. Sur l'album Mask en 1981, la palette musicale de Bauhaus s'élargit avec des éléments dub et reggae. Ils se séparent en 1983 à la suite d'un concert donné à Londres à l'Hammersmith Palais.
Bauhaus cite parmi leurs influences les groupes de cold-wave anglais de la période 1977-1979, Siouxsie and the Banshees et Joy Division.

## Biographie

### Origines
Daniel Ash, son ami David J. Haskins, et le frère cadet de Haskins, Kevin, ont joué ensemble dans divers groupes. L'un d'entre eux s'appelle The Craze, au sein duquel ils jouent à Northampton en 1978. Cependant, The Craze se sépare rapidement, et Ash essaye encore une fois de convaincre son ami Murphy de le rejoindre, selon Ash, simplement car il avait le bon profil pour être membre d'un groupe. Murphy, qui travaillait dans une imprimerie, décide d'essayer, bien qu'il n'ait jamais écrit de morceaux. Pendant les répétitions, il écrit In the Flat Field.
Un ancien compagnon de groupe d'Ash, Kevin Haskins, se joint à la batterie. Ash décide de ne pas inviter David J, la tête pensante de leurs anciens groupes, car il souhaitait avoir le contrôle de son nouveau groupe. À la place, Chris Barber le rejoint à la basse, et ensemble, les musiciens forment S.R. Cependant, à peine quelques semaines après sa création, S.R. se sépare, et Ash, Murphy et Haskins s'associent avec David J. sous le nom de Bauhaus 1919. Le groupe joue son premier concert au pub Cromwell de Wellingborough au passage du Nouvel an 1978. Le groupe choisit le nom de Bauhaus 1919 en référence au mouvement artistique homonyme des années 1920.

### Bela Lugosi's Deadet 4AD
Après seulement six mois d'existence en tant que groupe, Bauhaus entre en studio pour la première fois aux Beck Studios de Wellingborough pour enregistrer une démo. L'un des cinq morceaux enregistrés pendant la session, Bela Lugosi's Dead, qui dure plus de neuf minutes, est publié comme premier single du groupe en août 1979 au label Small Wonder Records. Le groupe est renommé Bauhaus, et le « 1919 » est abandonné,. Le single est bien accueilli par Sounds, et reste dans les classements britanniques pendant deux ans. Il est diffusé sur la BBC Radio 1 et dans l'émission du DJ John Peel ; Bauhaus est alors demandé en session pour l'émission de Peel, qui est diffusée le 3 janvier 1980.
Après avoir signé avec le label 4AD, le groupe publie deux nouveaux singles, Dark Entries en janvier 1980, et Terror Couple Kill Colonel en juin 1980, avant de publier leur premier album, In the Flat Field, en octobre 1980. NME le décrit comme de la « pseudo-décadence gothick-romantick ». Malgré un accueil négatif, In the Flat Field, atteint la 72e place de l'UK Albums Chart. En décembre 1980, Bauhaus publie une reprise de Telegram Sam, un succès des pionniers du glam rock T. Rex.
Ce titre est interprété par le groupe dans un night club lors de la séquence d'ouverture du film Les Prédateurs (The Hunger) de Tony Scott en 1983, alors que Catherine Deneuve et David Bowie jouent le rôle d'un couple de vampires à la recherche de leurs proies.

### Beggars Banquet
Après le succès de Bauhaus durant sa période 4AD, le groupe se délocalise au sein du label parent, Beggars Banquet Records. Bauhaus publie Kick in the Eye en mars 1981 pour ses débuts au label. Le single atteint la 56e place des charts. Le single qui suit, The Passion of Lovers, atteint lui aussi la 56e place en juillet 1981 Bauhaus publie son deuxième album, Mask, en octobre 1981.
En juillet 1982, Bauhaus sort le single Spirit produit par Hugh Jones. Attendu dans le top 30, il n'atteint que la 42e place. Le groupe se retrouve insatisfait du single, et le ré-enregistre plus tard en 1982 pour son troisième album, The Sky's Gone Out. Bauhaus publie son quatrième album, Burning from the Inside, en 1983 et joue son dernier concert le 5 juillet de la même année au Hammersmith Palais avant de se séparer.

### Post-séparation
Les membres s'en vont former les groupes Tones on Tail, Dalis Car et Love and Rockets ou encore suivre des carrières en solo, notamment pour Peter Murphy, Daniel Ash et David J. Kevin Haskins produit des musiques pour jeux vidéo et film sous le pseudonyme Messy.

### Retours successifs
Bauhaus se reforme une première fois en 1998 pour une tournée baptisée Resurrection Tour, quelques dates à guichet fermé à New York et en Europe qui ont donné naissance au DVD Gotham.
En 2005, le groupe se forme à nouveau et effectue une tournée européenne. En 2006, le groupe assure la première partie de la tournée américaine de Nine Inch Nails. À la fin de la tournée 2006, le groupe démarre l'enregistrement de l'album Go Away White. Quelques mois plus tard, le groupe annonce sa séparation à la suite de différents problèmes internes, notamment la volonté du guitariste Daniel Ash de se consacrer uniquement à ses projets solos. Une tournée était prévue néanmoins au début de 2009.

## Membres
- Peter Murphy - chant
- Daniel Ash - guitare, saxophone
- David J - guitare basse
- Kevin Haskins - batterie

## Discographie

### Albums studio
- 1980 : In the Flat Field (4AD)
- 1981 : Mask (4AD)
- 1982 : The Sky's Gone Out (Beggars Banquet)
- 1983 : Burning from the Inside (Beggars Banquet)
- 2008 : Go Away White (Cooking Vinyl)

### Albums live et compilations
- Press the Eject and Give Me the Tape (en) (album live) (1982) (Beggars Banquet)
- 1979-1983 (compilation, 1985) (Media Date Label)
- Swing The Heartache : The BBC Sessions (1989) (Media Date Label)
- Rest In Peace : The Final Concert (1992) (Media Date Label)
- Live In Studio (1979) (Media Date Label)
- Crackle - Best Of Bauhaus (1998) (Media Date Label)
- Gotham (1999)(Metropolis Records)
- Fillmore San Francisco CA 31.10.05 (2005) (Instant Live / Ryko)
- Nokia Theatre New York NY 11.11.05 (2006) (Instant Live / Ryko)
- Nokia Theatre New York NY 12.11.05 (2006) (Instant Live / Ryko)
- Orpheum Theatre - Boston, MA. - 13/11/05 (Instant Live / Ryko)
- SF Weekly Warfield - San Francisco, CA. - 26/10/05 (Instant Live / Ryko)
- Wiltern LG - Los Angeles, CA. - 28/10/05 (2006) (Instant Live / Ryko)
- Wiltern LG - Los Angeles, CA. - 29/10/05 (2006) (Instant Live / Ryko)
- Wiltern LG - Los Angeles, CA. - 30/10/05 (2006)(Instant Live / Ryko)
- ...AND REMAINS - (compilation, 2010) (4AD/ Beggars Banquet)[21]

### Singles et EP
- Bela Lugosi's Dead (single) (1979) (Small Wonder)
- Dark Entries (en) (1980) (Beggars Banquet)
- Terror Couple Kill Colonel (en) (1980) (Beggars Banquet)
- Telegram Sam (reprise de T. Rex) (1980) (Beggars Banquet)
- Kick in the Eye (en) (1981) (Beggars Banquet)
- The Passion of Lovers (en) (1981) (Beggars Banquet)
- Searching for Satori EP (1982) (Beggars Banquet)
- Love in Paris (1982) (Beggars Banquet)
- Satori in Paris (1982) (Beggars Banquet)
- Spirit (en) (1982)(Beggars Banquet)
- Ziggy Stardust (reprise de David Bowie) (1982) (Beggars Banquet)
- Lagartija Nick (en) (1982) (Beggars Banquet)
- Bauhaus EP (1982) (Beggars Banquet)
- She's in Parties (1983) (Beggars Banquet)
- The Sanity Assassin (1983) (Beggars Banquet)
- 4AD ep (1983) (4AD)
- The Singles 1981-1983 (Beggars Banquet)